# 察汗淖 (乌审旗、伊金霍洛旗)
察汗淖也作查干淖尔，是一个位于中国内蒙古自治区鄂尔多斯市乌审旗与伊金霍洛旗交界处的内流湖，湖泊水面高程1300.0米，湖长3.9千米，最大宽2.7千米，平均宽2.0千米，水面面积为7.7平方千米。
在2021年乌审旗划定河道和湖泊管理范围的公告中，记载察汗淖流域面积322.87平方千米，历史最大水面面积10.45平方千米，多年平均水面面积9.01平方千米，管理范围边界线长度11.5千米，管理范围面积5.96千米。同年公布的乌审旗苏木镇级、嘎查村级河（湖）长名录表中，察汗淖苏木镇级湖长为图克镇党委副书记、政法委员徐峰，嘎查村湖长为葫芦孙淖尔村党支部书记、村委会主任冯耀进。在2021年公布的伊金霍洛旗苏木镇级、嘎查村级河（湖）长名录表中，察汗淖（查干淖尔）苏木镇级湖长为札萨克镇（原报道中误作纳林陶亥镇）党委委员、人大主席侯晋，嘎查村湖长为查干淖尔嘎查党支部书记、嘎查委会主任苏都。